# توسل

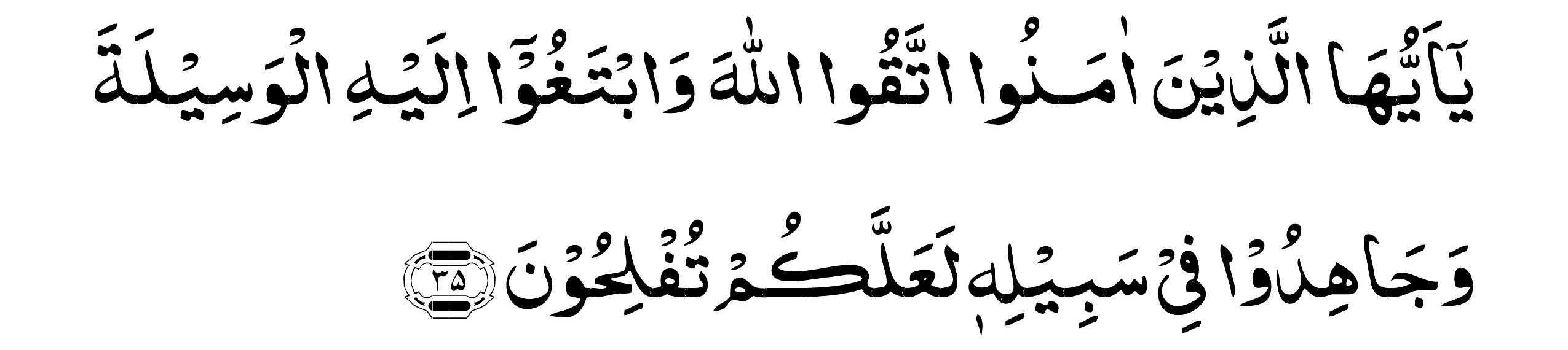
آیه 35 سوره مائده در قرآن که به توسل توصیه می کند

توسُّل (عربی: وسيلة-وسل) به معنی یافتن وسیله‌ای برای نزدیکی به چیزی و برای دست یافتن به منظوری خاص است (عملی که ما را به خواسته خود نزدیک می‌کند).

## توسُّل در اسلام
توسُّل در مفاهیم اسلامی، نزدیکی با خداوند است و ارتباط نزدیکی با مبحث شفاعت دارد. توسل به این معنی نزد شیعیان، صوفیان و بعضی اهل سنت مورد پذیرش و نزد عده‌ای دیگر از شیعه، اهل سنت و سلفیان رد می‌شود. و این گروه توسل را از «وسیله»، به معنای تقرّب جستن به غیرجایز نمی‌دانند. هر دو گروه برای حقانیت خود شواهدی از قرآن و حدیث ذکر کرده‌اند در ظاهر قرآن و حدیث شواهدی دال بر توسل و ردّ آن هر دو وجود دارد که مذاهب اسلامی با تفاسیر متفاوت و تجمیع برداشت‌ها به یک دیدگاه کلامی مشخص و متفاوت می‌رسند.

## در دیدگاه شیعه
در عقاید شیعه توسل به معنی یافتن وسیله‌ای برای نزدیکی به خداوند است و ارتباط نزدیکی با مبحث شفاعت دارد. توسل در میان شاخه‌های مختلف مسلمانان در طی قرون گذشته رواج داشته، ولی در میان شیعیان و صوفیان از اهمیت بیشتری برخوردار است. از قرن هشتم هجری قمری، انتقادات سلفیان از توسل درگیری‌هایی را بین آنان و شیعیان و اهلِ سنّتِ معتدل به وجود آورده‌است.